# Krzysztof Lubieniecki
Krzysztof Lubieniecki (n. 1659, Szczecin - d. 1728, Amsterdam) a fost un gravor, desenator și pictor polonez celebru a cărui activitate artistică s-a desfășurat îndeosebi în Olanda, în Epoca de Aur olandeză. Krzysztof Lubieniecki a fost fratele pictorului polonez Teodor Lubieniecki.

## Date biografice

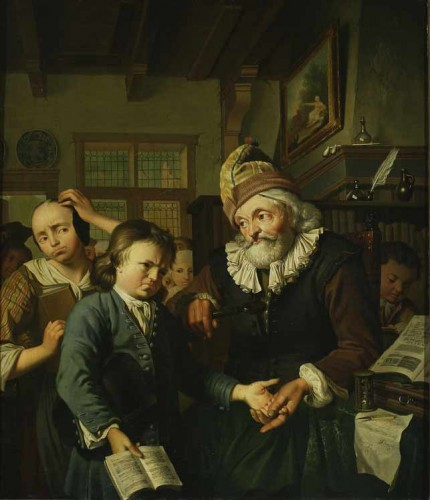
„Profesorul”, Ulei pe pânză

Krzysztof Lubieniecki s-a născut în orașul Szczecin, din Polonia, într-o familie nobiliară de polonezi, care se considera că avea origini ariene și făceau parte din sectele protestante care proliferau o idee deformată a învățăturilor predicate de către preotul Aric, ce a trăit în Alexandria secolului al IV-lea, era noastră. Comunitatea arienilor fiind destul de influentă și numeroasă la acea vreme, avea biserica lor proprie  precum și o tipografie în orașul Rakov. Pe vremea domniilor regilor Zygmunt III Waza și Władysław IV Waza, arienii au fost prigoniți și o dată cu venirea anului 1658, dieta le-a dat un ultimatum prin care le cerea arienilor ca peste cel mult doi ani să părăsească țara și să-și vândă averile. În acest context istoric, familia Lubieniecki a fost nevoită să plece din Polonia și să se stabilească la Hamburg.
Copil fiind, Krzysztof a deprins arta desenului de la Johann Georg Stuhr din Hamburg, timp în care se pregătea să îmbrățișeze cariera militară. O dată cu anul 1675, Krzysztof s-a stabilit la Amsterdam unde a început să ia lecții de pictură în atelierul lui Adriaen Backer.
Până în anul 1693, când s-a căsătorit cu o tânără bogată, Krzysztof și-a câștigat existența din solda de militar. Făcând cunoștință cu pictorii locali, Lubieniecki a asimilat novator stilul olandez de pictură. Astfel, el a început prin a picta portretele celor care aveau aceeași confesiune cu el (arienii) precum și ale membrilor aristocrației orășenești. Mai mult de treizeci de portrete sunt păstrate, astăzi, la Rijksmuseum din Amsterdam. În pictarea peisajelor, temele preferate au fost scenele biblice și cele fantastice, un exemplu în acest sens fiind  o pânză epică cu multe personaje care are subiectul din Vechiul Testament, intitulat „Moise, storcând apă din piatră” (1714), tablou care este păstrat la Muzeul Național din Varșovia. Imaginea pictată are pe fundalul ei un peisaj sumbru stâncos, reprezentarea oamenilor adunați în grupuri plastice, eliberează vizual bucuria participării la această minune. Peisajul fantastic și interpretarea sculpturală a figurilor omenești sunt o dovadă a puternicei influențe a clasicismului lui Nicolas Poussin.
Tematica pe care a abordat-o este cea a cotidianului, Krzysztof Lubieniecki urmând îndeaproape tradițiile „olandezilor mici” de la sfârșitul secolului al XVII-lea și începutul secolului al XVIII-lea. Krzysztof a folosit un colorit ponderat, situații comice și imagini instructive. În pictura „Profesorul” se pot vedea detalii cum este cuțitașul pentru greșelile de gramatică pe pergament, care sugerează o scenă de lecții de gramatică la o școală din oraș. Elevul care a greșit va fi pedepsit de profesor cu lovituri la palme. Durata pedepsei este sugerată a fi măsurată de către clepsidră.
Pe lângă tematica obișnuită abordată de către Krzysztof Lubieniecki, acesta realiza și lucrări cu subiecte luate din cotidian, a căror tehnică desăvârșită amintesc de maeștrii Jan Steen și Adriaen van Ostade așe căror pânze „Gurmanzii” și „Amatorii de tutun” sunt expuse la Muzeul de Arte Frumoase din Copenhaga. De asemenea, pictorul colabora cu gravori renumiți cum era Jacobus Houbraken. Krzysztof Lubieniecki a locuit în Amsterdam însă nu a uitat de orifinea sa poloneză și era mândru de asta. Astfel, el semna picturile sale adăugând sintagma latină „Eques Polonus” ( „Călărețul polonez” ).
Krzysztof rămas în Amsterdam, unde a pictat portrete și piese de gen. De asemenea, a colaborat  cu Jacobus Houbraken, Daniel Willink și Johannes Brandt (fiul lui Gerard Brandt). Krzysztof Lubieniecki a fost fratele pictorului polonez Teodor Lubieniecki.

## Galerie de imagini

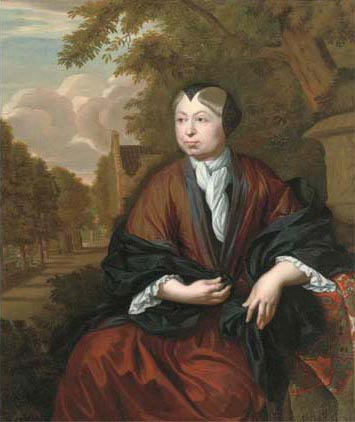
Femeie
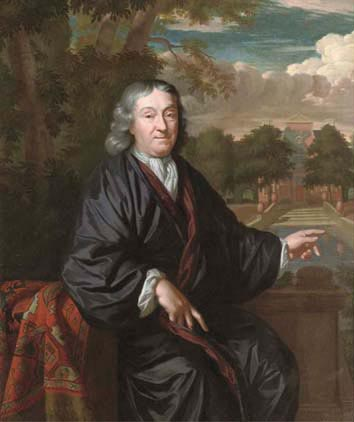
Bărbat
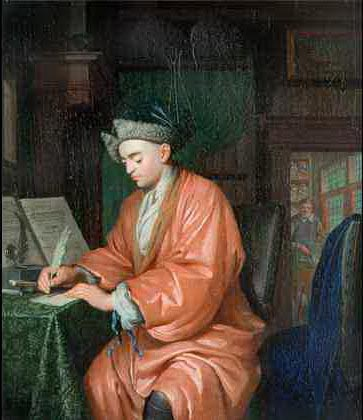
Doctor
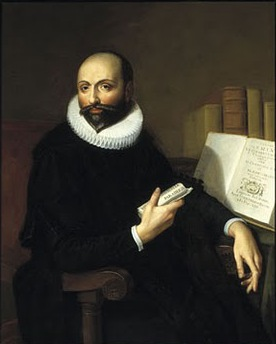
James Arminius
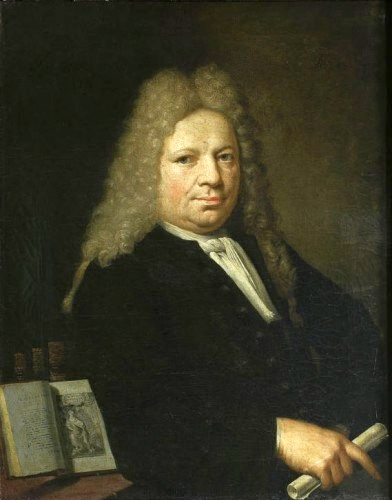
Daniel Willink
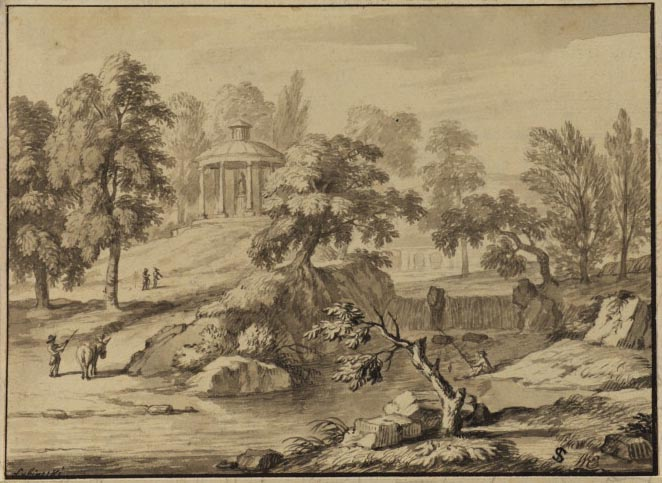
Peisaj
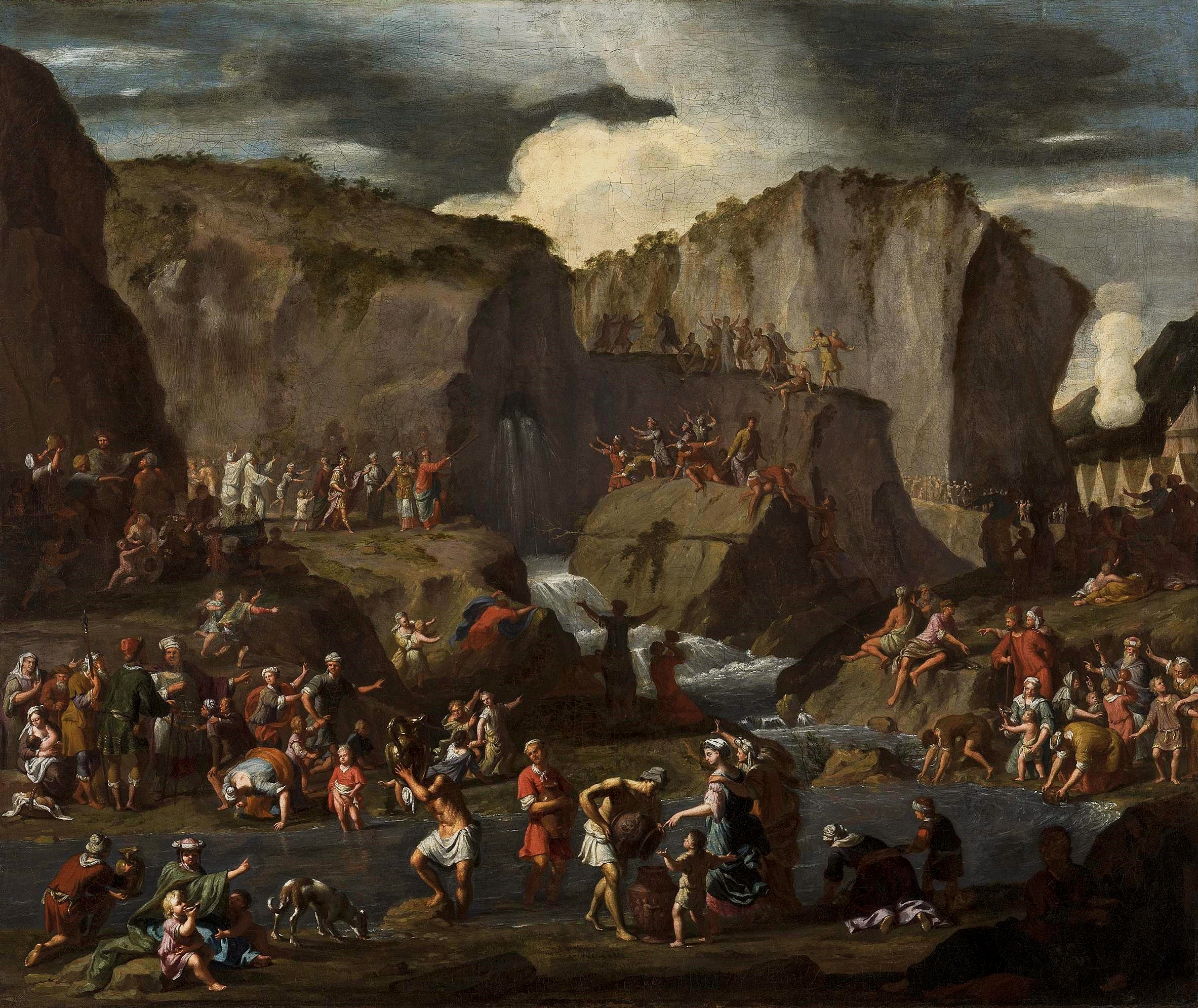
„Moise, storcând apă din piatră”